# Женщины в Азербайджане
Женщины в Азербайджане играли важную роль на протяжении веков. Согласно статье 25 конституции Азербайджанской Республики «Право на равенство» главы III «Основные права и свободы человека и гражданина» мужчины и женщины имеют равные права и свободы.

## Творческая деятельность
XIX век в жизни Азербайджана характеризуется творческой активностью женщин. Политические, экономические и культурные процессы, происходящие в Азербайджане с этого столетия, дали импульс просвещению женщин и более активному участию их в общественной жизни. Знаменитыми творческими деятелями того периода являются Хуршидбану Натаван, Агабейим ага Агабаджи, Гончабейим, Фатма ханум Камины, Шахнигяр ханум, Гамарбейим Шейда Гарабаги и другие.

## Благотворительность
Хуршудбану Натаван, дочь последнего карабахского хана и известная азербайджанская поэтесса приняла активное участие в обеспечении городского населения водой и провела водопроводную линию в Шушу из родника Исы в местности Сарыбаба.
В этот период, наряду с просветительством, важное место в обществе занимала и благотворительность. Говхар Каджар, Гамида Джаваншир, Нигяр Шихлинская, Мясма Талышинская, Салтанат Ахмедова и другие создали женские благотворительные общества, которые проводили большую работу.
Мечеть Тезепир, построенная Набат Ашурбекова-Рзаевой, является результатом одного из таких благотворительных мероприятий.
В 1901 году была открыта Александринская женская мусульманская школа, первая азербайджанская светская школа для девочек и первая такого рода в Российской империи.

## Избирательное право
В результате «Нефтяного бума» в Баку во второй половине XIX века сформировалась местная зажиточная прослойка торгово-промышленной буржуазии, среди которых были и представительницы женского пола, что давало им право голоса на выборах в органы местного самоуправления. Согласно «Списку избирателей» в Бакинскую городскую думу между 1906-1909 годами в выборах участвовало более 200 женщин соответствующих критериям изложенных в «Избирательном цензе».
В 1907 году представители мусульманской фракции предложили законопроект (инициатором являлся Халил бек Хасмамедов) согласно, которому предлагалось предоставить женщинам право голоса. Данный законопроект был принят со стороны Мусульманской фракции, но с оговоркой (предвыборные собрания должны были проводиться раздельно). Роспуск Государственной думы царём оставил эту инициативу нереализованной.
Февральская революция 1917 года стала важным событием на пути борьбы за женское равноправие.
На состоявшемся 26 октября 1917 года первом съезде партии «Мусават» (крупнейшей политической партии азербайджанцев на тот момент), была принята партийная программа 14 пункт, которой гласил «Правом участия в выборах пользуются все граждане, достигшие 20-летнего возраста, без различия пола, национальности и вероисповедания».
После провозглашения 28 мая 1918 года Азербайджанской Демократической Республики в стране за кратчайшие сроки были проведены серьёзные демократические преобразования. Всеобщее избирательное право было введено в Азербайджане в 1918 году Азербайджанской Демократической Республикой, за день до высадки в Баку британских войск под командованием генерала Уильяма Томсона. Был принят закон «О выборах в Учредительное собрание Азербайджанской Республики». В общем положении данного закона говорилось «Учредительное собрание образуется из членов, избранных населением на основе всеобщего без различия пола и равного избирательного права, посредством прямых выборов и тайного голосования, с применением начала пропорционального представительства». Далее в третьем пункте, второй главы отмечалось «Правом участия в выборах в Учредительное собрание пользуются граждане республики обоего пола, коим ко дню выборов исполняется 20 лет».
Таким образом Азербайджан стал первой мусульманской страной, в которой женщинам было предоставлено подобное право; азербайджанские женщины даже опередили в этом плане большинство своих европейских и американских коллег.

## Первый съезд женщин
1921 год вошёл в историю Азербайджана как год Первого съезда женщин. Основной целью этого съезда являлась идея освобождения женщины. Институт дошкольного воспитания, созданный для девочек в 1921 году, годом позже был реорганизован в Высший женский педагогический институт.
Начало издания журнала «Шарг гадыны» («Восточная женщина») в 1923 году стало знаменательным событием в истории женского движения в Азербайджане.

## Великая Отечественная война
Великая Отечественная война дала импульс к более широкому привлечению женщин к труду. Мужчин, ушедших на фронт, во многих отраслях заменили женщины. В этот период появились летчицы Лейла Мамедбекова, Зулейха Сеидмамедова, Сона Нуриева, капитаном морского судна стала Шовкет Салимова. 
Лейла Мамедбекова — азербайджанская лётчица, первая женщина-лётчик на Кавказе и победительница по прыжкам с парашютом. Основала школу десантников и парашютистов, где за годы войны подготовила около 4 тысяч парашютистов-десантников и сотни лётчиков.
Съезды женщин Азербайджана, проведённые в советский период в 1957-м, 1967-м и 1972-м годах также сыграли важную роль в развитии азербайджанского женского движения, приобретении им более организованной формы.
Во время активной фазы Карабахского конфликта 2 000 из 74 000 азербайджанских военных составляли женщины, и 600 из них непосредственно принимали участие в боевых операциях. Военная служба для женщин является добровольной.
В 1998 году в Азербайджане был создан Государственный комитет по проблемам семьи, женщин и детей.

## XXI век
По состоянию на 2007 год, несколько женщин занимали важные посты в правительстве Азербайджана, в том числе несколько заместителей министров, должности вице-спикера Национального собрания Азербайджана и заместителя председателя Центральной избирательной комиссии. 
В законодательстве Азербайджана отсутствуют какие-либо ограничения для женщин в политической деятельности. По состоянию на 2011 год из 125 членов Национального собрания Азербайджана 19 были женщинами. При этом это был лучший показатель по сравнению с предыдущими годами. Из членов Национального Собрания VI созыва (2020—2025 год) 22 депутата являются женщинами.
Согласно показателям 2014 года, 50,3 % от общей численности населения страны составляли женщины. Это составляет 4 763 600 человек. Данное соотношение стабильно сохраняется ежегодно, вплоть до 2022 года.
В Вооружённых силах Азербайджана офицерами, прапорщиками, сержантами и рядовыми служат около одной тысячи женщин. Женщины-военнослужащие в ВС служат в сферах образования, делопроизводства, медицины, международного сотрудничества, тыловых частях, войсках связи, разведки и других родах войск.
11 региональных центров поддержки семьи осуществляют предотвращение раннего вступления в брак, поддержку неполных семей и поощрение гендерного равенства.
На 2014 год женщины составляют 76,2 % от общего количества учителей средних школ страны, 77,5 % от общего числа преподавателей профессиональных школ, 47,2 % от учителей высших учебных заведений.
В 2014 году 7 неправительственных центров поддержки были аккредитованы для обеспечения социальной помощи жертвам домашнего насилия.
После выборов 2014 года число женщин в муниципалитетах страны увеличилось с 4 % в 2004 году до 35 %. 
На 2016 год экономически активное население составляет 5.012.700, из которых 2.439.500 — женщины (48.67 %). Численность занятого населения — 4.759.900, 2.294.200 — женщины (48.2 %)
На 2017 год население Азербайджана 9.810.000, из которых 4.918.800 составляют женщины (50.14 %).
На январь 2017 года, в стране насчитывается 4 миллиона 918 тысяч 800 представительниц женского пола. В том числе только в 2016 году родились 159 500 девочек и это составляет 46,8 % от общего количества рождённых детей.
На 2017 год женщин среди учителей — 78,1 %, в средних специальных учебных заведениях — 76,1 %, в высших учебных заведениях — 51,9 %, среди врачей — 64,9 %. Среди государственных служащих — 28,7 %, среди предпринимателей — 20,9 %, спортсменов — 40,2 %.

### 2020-е
Количество женщин в стране составляет 50 % населения. Общее количество занятых женщин составляет 48,3 %.
На март 2022 года количество женщин в образовательных учреждениях составляет 81,7 % учителей общеобразовательных учреждений, 80,9 % учителей средних специальных учебных заведений, 54,0 % педагогов высших учебных заведений.
Женщины составляют две трети врачей Республики.
Женщины составляют 57,6 % научных работников. Из них 7 действительных членов и 9 членов-корреспондентов Национальной академии наук Азербайджана. 
Общая доля женщин, работающих на государственной службе, составляет 27,5 %. 
На 2018 год количество женщин - индивидуальных предпринимателей составляло 19 %. На апрель 2023 года их число достигло 22 %.
Среди учащихся количество женщин составляет 46,5 % учащихся общеобразовательных учреждений, 61,6 % учащихся средних специальных учебных заведений, 49,3 % студентов вузов.
Более 300 из 2 135 адвокатов страны на май 2022 года являются женщинами.

## Насилие против женщин
В 2011 году женщины-члены парламента и глава Государственного комитета по делам женщин и детей активизировали деятельность против насилия в семье. В СМИ стали освещаться вопросы домашнего насилия. Это начало поднимать уровень обсуждения проблемы в обществе. Закон 2010 года установил основания расследования жалоб на бытовое насилие, определил процесс выдачи запретительных судебных приказов, а также предусмотрел возможность создания реабилитационных центров для жертв домашнего насилия. 
В 2013 году в Азербайджане было открыто три приюта для женщин—жертв насилия.

Максимальный срок заключения за изнасилование составляет в Азербайджане 15 лет. Проституция является административным правонарушением. Сутенёры и владельцы публичных домов могут быть приговорены к тюремному заключению сроком до 6 лет.
В мае 2021 года Amnesty International опубликовала доклад о репрессиях в отношении женщин в Азербайджане, в котором были отражены систематические попытки опорочить и заставить замолчать женщин-активистов с помощью клеветнических кампаний, обвинений, а также шантажа путем взлома их аккаунтов в соцсетях и публикаций личной переписки, в том числе материалов интимного или сексуального характера. Исследователь Amnesty International по Южному Кавказу Наталья Нозадзе заявила, что: «Характер и методы этих гендерных преследований, а также тот факт, что жертвами становятся женщины, которые разоблачали нарушения прав человека или критиковали власти, убедительно указывают на то, что власти Азербайджана несут прямую ответственность или причастны к этим преступлениям. Бенефициаром этой грязной кампании в любом случае выступает репрессивное правительство Азербайджана».

### Горячая линия
В 2022 году была создана горячая линия для обращений жертв домашнего насилия. Линия действует при поддержке Государственного комитета по проблемам семьи, женщин и детей Азербайджана. Обращения принимаются на короткий номер 116111, и через социальные сети. Обратившимся оказывается первичная психологическая помощь, организуются индивидуальные консультации. Подаются обращения в различные инстанции.
В 2024 году на линию поступило 1624 обращения. 495 обращений были связаны с защитой прав, 472 — бракоразводными процессами, 304 — случаями домашнего насилия, 267 — вопросами социально-материального благополучия, 43 — предоставления жилья, 42 — обеспечения права на здравоохранение.

## Известные женщины Азербайджана
| Мехсети Гянджеви                | персидская поэтесса XII века, яркая представительница Исламского Возрождения |
| Тути Бике                       | правительница Дербента во второй половины XVIII века |
| Хуршидбану Натаван              | азербайджанская поэтесса, дочь последнего карабахского хана Мехтикули-хана, внучка Ибрагим Халил-хана — XIX век |
| Агабейим ага Агабаджи           | азербайджанская поэтесса, дочь второго Карабахского хана Ибрагим Халил-хана, супруга иранского шаха Фетх Али-шаха Каджара, тётя поэтессы Хуршидбану Натаван. |
| Гончабейим                      | азербайджанская поэтесса, дочь последнего Нахичеванского хана Эхсан хана |
| Нигяр Шихлинская                | в 1889 году стала первой азербайджанской женщиной, получившей высшее образование; председательница Больницы дамского комитета Офицерской артиллерийской школы при Красном Кресте в годы Первой мировой войны. Супруга генерала от артиллерии А. Шихлинского |
| Набат Ашурбекова                | нефтепромышленник и меценат, построившая мечеть «Тезе Пир» |
| Сона Велихан                    | в 1908 году стала первой азербайджанкой, получившей диплом врача, выпускница Санкт-Петербургского женского медицинского института. |
| Гамида Джаваншир                | основала первую азербайджанскую общую школу для мальчиков и девочек в 1908 году; одна из первых азербайджанских просветительниц, общественный деятель; супруга писателя и публициста Джалила Мамедкулизаде |
| Говхар Газиева                  | в 1910 году стала первой азербайджанкой, появившейся на сцене |
| Хадиджа Алибекова               | в 1911 году опубликовала «Ишыг», первый женский журнал на азербайджанском языке |
| Шовкет Мамедова                 | первая азербайджанская оперная певица, педагог, музыкальный деятель. Народная артистка СССР; в 1912 году впервые выступила на сцене |
| Иззет Оруджева                  | в 1929 году стала первой азербайджанской актрисой, снявшейся в художественном фильме. Доктор технических наук, профессор, академик Академии наук Азербайджанской ССР |
| Адиля Шахтахтинская             | в 1930 году стал первой азербайджанкой, получившей учёную степень доктора наук |
| Евгения Оленская                | актриса театра и кино. Народная артистка Азербайджанской ССР |
| Лейла Мамедбекова               | в 1931 году совершила свой первый полёт и стала первой женщиной-лётчиком на Кавказе, а также во всей Южной Европе и Передней Азии |
| Гамэр Алмасзаде                 | в 1932 году первая азербайджанская балерина, дебютировала в опере Шахсенем |
| Марзия Давудова                 | азербайджанская советская актриса театра и кино; Народная артистка СССР |
| Фатьма Кадри                    | азербайджанская актриса. Народная артистка Азербайджанской ССР. |
| Таира Таирова                   | государственный деятель и дипломат, министр иностранных дел Азербайджанской ССР (1959—1983) |
| Окюма Курбанова                 | азербайджанская советская актриса театра и кино; Народная артистка СССР |
| Рейхан Топчибашева              | азербайджанский советский художник. Заслуженный деятель искусств Азербайджанской ССР |
| Барат Шекинская                 | азербайджанская и советская актриса театра и кино. Народная артистка Азербайджанской ССР; жена Народного артиста СССР Мехти Мамедова, мать киноактёра и театрального режиссёра Эльчина Мамедова |
| Шафига Ахундова                 | азербайджанский композитор. Заслуженный деятель искусств Азербайджанской ССР. Народная артистка Азербайджана; первая женщина на Востоке, написавшая оперу |
| Рахиль Гинзбург                 | актриса театра. Народная артистка Азербайджанской ССР |
| Ваджиа Самедова                 | первая женщина-живописец Азербайджана |
| Лейла Бадирбейли                | советская азербайджанская актриса театра и кино; Народная артистка Азербайджанской ССР (1959); Лауреат Сталинской премии второй степени (1946); член ВКП(б) с 1945 года. |
| Айна Султанова                  | первая женщина в Совете министров АзССР (1934 год) |
| Валида Тутаюк                   | в 1949 году стала первой азербайджанкой-членом Академии наук Азербайджанской ССР (основана в 1945 году) |
| Сакина Алиева                   | в 1964 году был избрана Председателем Президиума Верховного Совета Нахичеванской АССР[22]. |
| Нигяр Рафибейли                 | азербайджанская советская поэтесса, член союза писателей Азербайджана с 1934 года, заслуженный деятель культуры Азербайджанской ССР. Народная поэтесса Азербайджанской ССР. |
| Насиба Зейналова                | азербайджанская актриса. Заслуженная артистка Азербайджанской ССР. Народная артистка Азербайджанской ССР. Лауреат Государственной премии Азербайджана. |
| Шафига Мамедова                 | азербайджанская актриса театра и кино. Заслуженная артистка Азербайджанской ССР. Народная артистка Азербайджанской ССР |
| Фидан Касимова                  | оперная певица, педагог. Народная артистка СССР |
| Татьяна Затуловская             | советская, азербайджанская и израильская шахматистска. Гроссмейстер. Заслуженный мастер спорта СССР. |
| Амалия Панахова                 | советская и азербайджанская актриса театра и кино; Заслуженная артистка Азербайджанской ССР (1974); Народная артистка Азербайджанской ССР (1985); Народная артистка Армянской ССР (1985) |
| Гамар Алмаззаде                 | азербайджанская советская балерина, балетмейстер и педагог; Народная артистка СССР; первая балерина Азербайджана |
| Лейла Векилова                  | азербайджанская советская балерина, балетмейстер, педагог; Народная артистка СССР |
| Эльмира Кафарова                | государственный деятель и дипломат. Министр просвещения Азербайджанской ССР (1980—1983), министр иностранных дел (1983—1987), председатель Президиума Верховного Совета (1989—1990), председатель Верховного Совета Азербайджана (1990—1991), председатель Милли Меджлиса |
| Рафига Ахундова                 | советская азербайджанская артистка балета, балетмейстер. Народная артистка Азербайджанской ССР. |
| Шовкет Алекперова               | азербайджанская певица. Народная артистка Азербайджанской ССР. |
| Сара Кадимова                   | известная азербайджанская ханенде. Народная артистка Азербайджанской ССР. |
| Гюллю Мустафаева                | советский художник, заслуженный художник Азербайджанской ССР. |
| Рубаба Мурадова                 | азербайджанская оперная певица. Народная артистка Азербайджанской ССР. |
| Тукезбан Исмайлова              | певица, ханенде. Народная артистка Азербайджана (1993); жена Народного артиста Азербайджана Габиба Байрамова; мать Народной артистки Азербайджана Ильхамы Гулиевой |
| Медина Гюльгюн                  | азербайджанская поэтесса. Заслуженный деятель искусств Азербайджанской ССР. |
| Зейнаб Ханларова                | советская и азербайджанская певица (сопрано); Народная артистка СССР (1980). Народная артистка Азербайджанской ССР. (1975) Народная артистка Узбекской ССР Народная артистка Армянской ССР (1978) |
| Мария Титаренко                 | оперная певица. Заслуженная артистка Азербайджанской ССР |
| Аида Имангулиева                | советский и азербайджанский арабист, доктор филологических наук (1989) и профессор востоковедения. |
| Фирангиз Али-заде               | азербайджанский композитор, пианистка, музыковед и педагог. Народная артистка Азербайджана |
| Эльмира Шахтахтинская           | азербайджанский художник и график. Народный художник Азербайджанской ССР |
| Марал Рахманзаде                | азербайджанский график, народный художник Азербайджанской ССР, лауреат Государственной премии Азербайджанской ССР. |
| Джаннет Селимова                | театральный режиссёр. Народная артистка Азербайджана |
| Мирварид Дильбази               | азербайджанская поэтесса. Заслуженный деятель искусств Азербайджанской ССР |
| Адиля Намазова                  | врач педиатр. Член-корреспондент АМН СССР, академик НАНА, член-корреспондент РАМН, член-корреспондент РАН |
| Азиза Джафар-заде               | известная писательница, литературовед, общественный деятель, член Союза Писателей Азербайджана, доктор филологических наук, профессор Бакинского государственного университета, народный писатель Азербайджана |
| Зарифа Алиева                   | советский врач-офтальмолог, академик Академии наук Азербайджанской ССР, профессор. Супруга третьего президента Азербайджана Гейдара Алиева и мать четвёртого президента Азербайджана Ильхама Алиева |
| Мензер Исмайлова                | в 2007 году стала первой азербайджанкой, получившей право работать пастором |
| Ирина Перлова                   | актриса театра. Народная артистка Азербайджана |
| Натаван Мирватова               | в 2009 году получила звание генерал-майора — наивысшее военное звание, полученное женщиной в Азербайджане |
| Азиза Мустафа-заде              | азербайджанская джазовая исполнительница и композитор. Народная артистка Азербайджана |
| Людмила Духовная                | актриса театра и кино. Народная артистка Азербайджана |
| Севда Алекперзаде               | азербайджанская эстрадная и джазовая певица, заслуженная артистка Азербайджана; внучка Абульгасан Алекперзаде народного писателя Азербайджана; дочь Чингиз Алекперзаде, известного журналиста и писателя |
| Мехрибан Алиева                 | азербайджанский государственный, политический и общественный деятель; Первый вице-президент Азербайджана, супруга президента Азербайджана Ильхама Алиева. |
| Фахрия Халафова                 | первый профессиональный азербайджанский художник-модельер, основоположник школы моды в Азербайджане после обретения независимости, заслуженный деятель искусств Азербайджана, доцент кафедры моделирования Азербайджанского государственного университета культуры и искусств, основатель модного дома «Fakhriya Khalafova». |
| Наргиз Пашаева                  | доктор филологических наук, действительный член НАН Азербайджана, член Союза писателей Азербайджана; ректор Бакинского филиала МГУ им. М. В. Ломоносова. |
| Сахиба Гафарова                 | государственный и политический деятель. Председатель Милли Меджлиса. Доктор филологических наук, профессор. |
| Лейла Алиева                    | азербайджанский общественный деятель, главный редактор журнала «Баку», вице-президент Фонда Гейдара Алиева и глава представительства Фонда в России, генеральный координатор Молодёжного форума ОИК по межкультурному диалогу, председатель Азербайджанской молодёжной организации России — АМОР, Учредитель IDEA — Инициативы международного диалога по охране окружающей среды; Старшая дочь Президента Азербайджана Ильхама Алиева и первого вице-президента Азербайджана Мехрибан Алиевой, внучка Гейдара Алиева. |
| Ренара Ахундова                 | самобытный автор и исполнитель произведений малого жанра лиричной направленности |
| Севда Мамедова                  | солистка Государственного ансамбля Азербайджана, танцовщица, балерина |
| Аида Махмудова                  | азербайджанский художник, специализирующийся на развитии современного искусства; племянница третьего президента Азербайджана Гейдара Алиева. |
| Гюнеш Аббасова                  | белорусская певица азербайджанского происхождения, артистка и вокалистка Государственного молодёжного театра эстрады. |
| Эльмира Мирзоева                | шахматистка, гроссмейстер среди женщин (2002); спортивный журналист, шахматный обозреватель ВГТРК |
| Динара Алиева                   | азербайджанская и российская оперная певица, солистка Большого театра. Народная артистка Азербайджана (2018) |
| Виноградова, Лариса Афанасьевна | актриса театра. Народная артистка Азербайджана |

## Фотогалерея

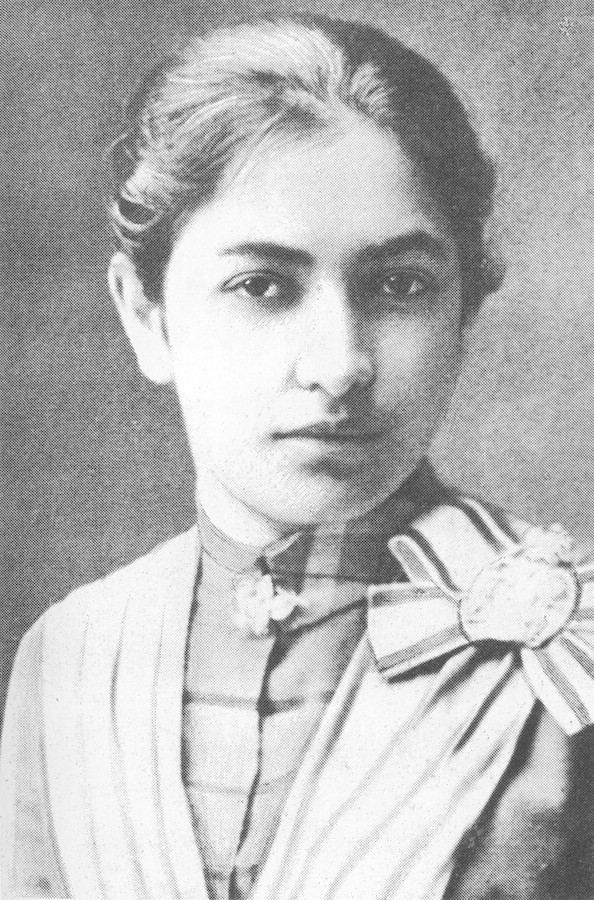
Нигяр Шихлинская
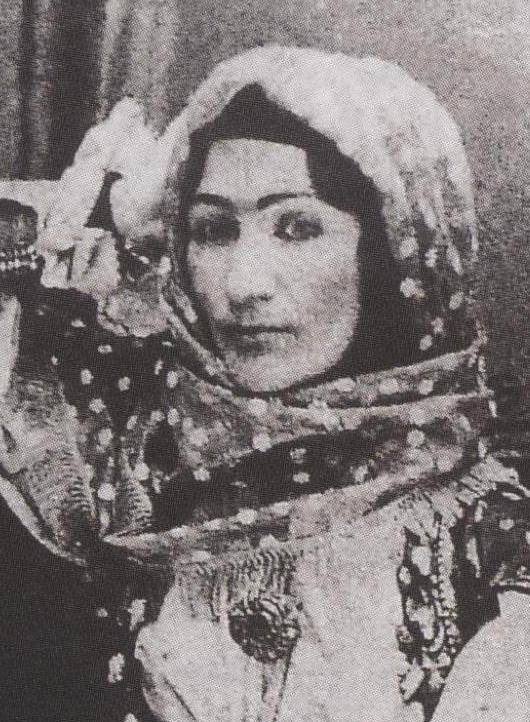
Хуршудбану Натаван
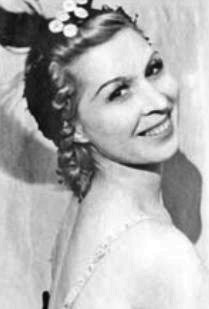
Гамэр Алмасзаде
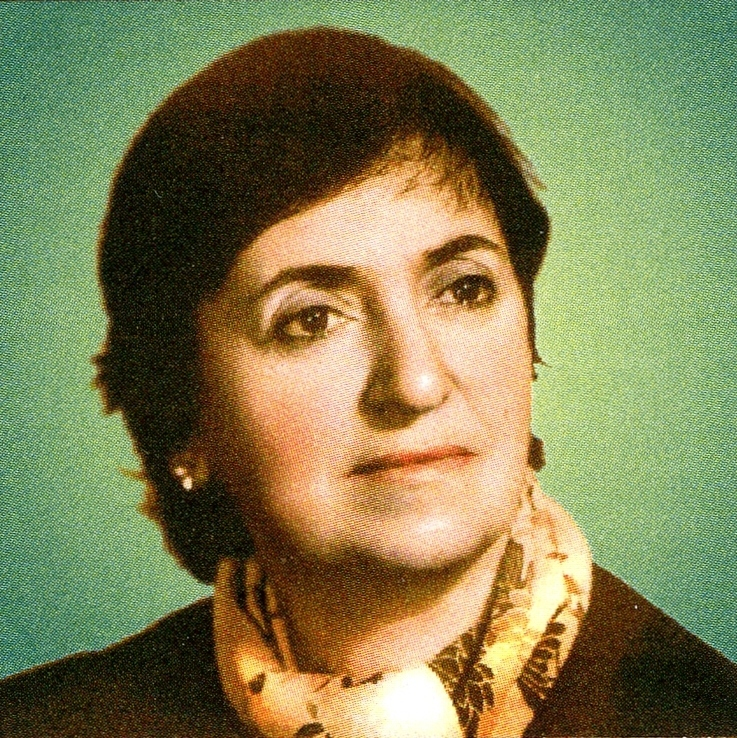
Зарифа Алиева
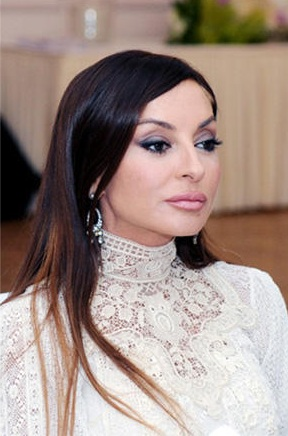
Мехрибан Алиева
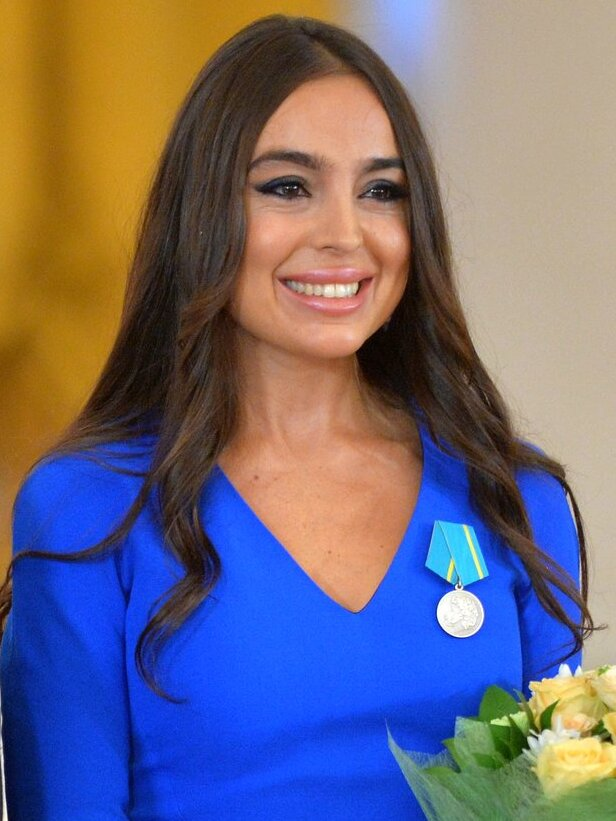
Лейла Алиева